# Petr Torák

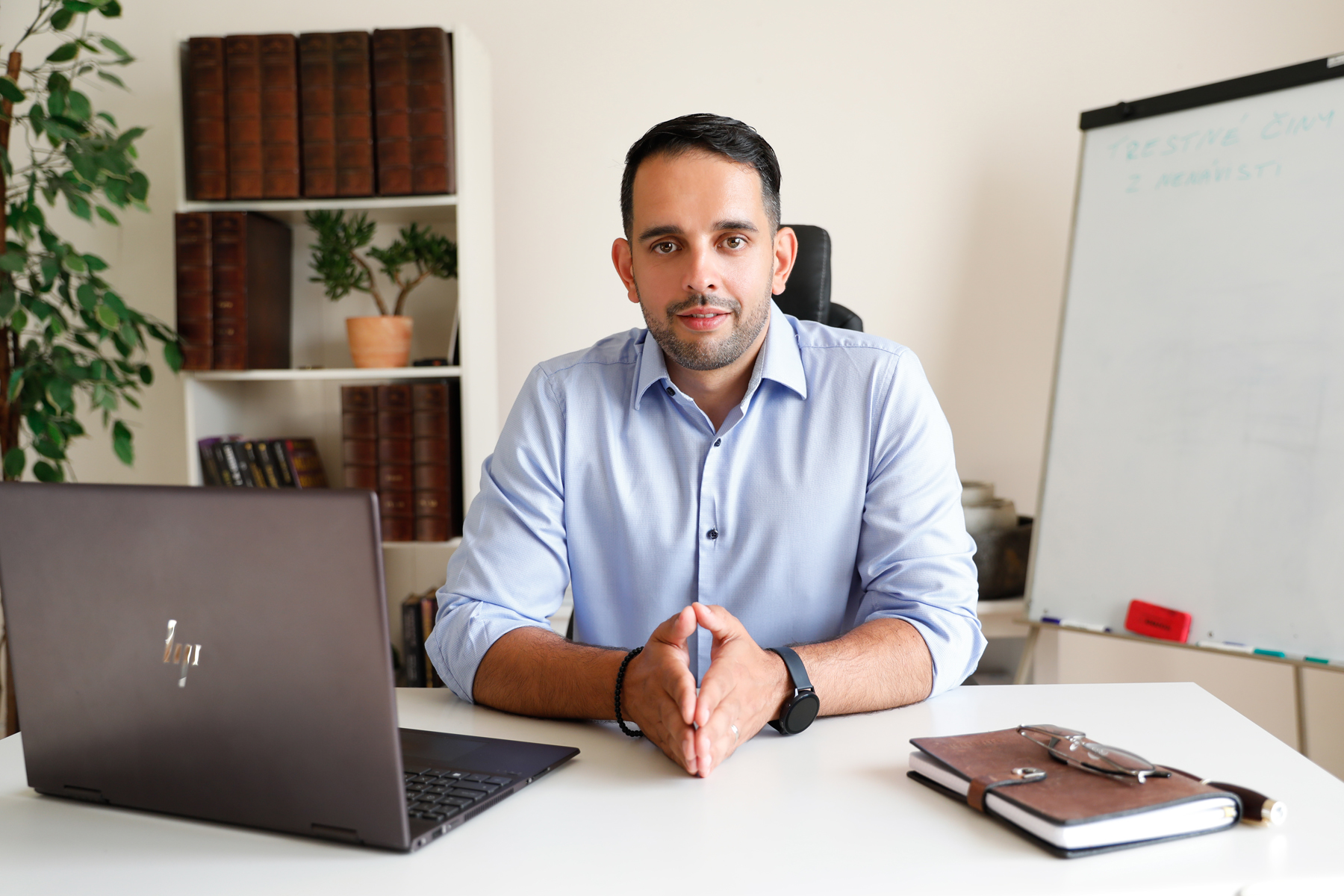
Petr Torák (2020)

Petr Torák, MBE (* 8. března 1981) je český honorární konzul a bývalý britský policista romského původu. Torák je držitelem Řádu britského impéria, který obdržel za „služby romské komunitě v Peterborough“.

## Život
Torák se narodil 8. března 1981 a studoval Právní akademii v Liberci. V roce 1999 odešel z Česka do Spojeného království, kde požádal o azyl po sérii rasově motivovaných útoků. Nejprve pracoval jako dobrovolník v advokátní kanceláři, po získání pracovního povolení začal pracovat ve fast foodu, v zemědělství, u bezpečnostní služby a poté u policie.
Od roku 2006 Torák pracoval ve městě Peterborough jako policista, věnoval se práci s menšinami a s přistěhovaleckými komunitami. V roce 2010, spolu s Jozefem Kopečným, založil komunitní skupinu COMPAS (Community Partnership Group), která poskytuje vzdělávání a volnočasové aktivit české a slovenské komunitě žijící v Peterborough.
V roce 2013 spolu-založil policejní asociaci GRTPA (Gypsy Roma Traveller Police Association), která má za cíl podporovat policisty z řad Romů a Travellerů.
V říjnu 2015 obdržel Řád britského impéria. Stal se tak prvním českým Romem, který je nositelem tohoto Řádu. Hovoří anglicky, polsky a portugalsky.
Přestože Torák byl vždy vášnivým policistou, uvědomoval si zvyšující se poptávku po svých službách, a proto se v prosinci 2017 rozhodl rezignovat na pozici policisty a věnovat veškerý svůj čas komunitní práci. Brzy po své rezignaci byl zvolen generálním ředitelem organizace COMPAS, která získala charitativní status v roce 2017. Tato organizace podporuje soulad komunity v Peterborough, poskytuje komplementární vzdělání a mentoring romských žáků, pořádá kulturní akce a poskytuje bezplatnou poradenskou službu.
Torák byl také zvolen nadací Global Forum Foundation za globálního vedoucím pro děti z domorodých a romských komunit.
Odborné znalosti a zkušenosti, které Torák získal při práci policisty a v komunitách, byly také využity českou vládou. V letech 2018 až 2020 Torák působil jako člen Rady vlády pro záležitosti romských menšin v rámci české vlády. Tomuto orgánu předsedá předseda vlády (toho času Andrej Babiš). Cílem Rady je zlepšit podmínky pro Romy v České republice.

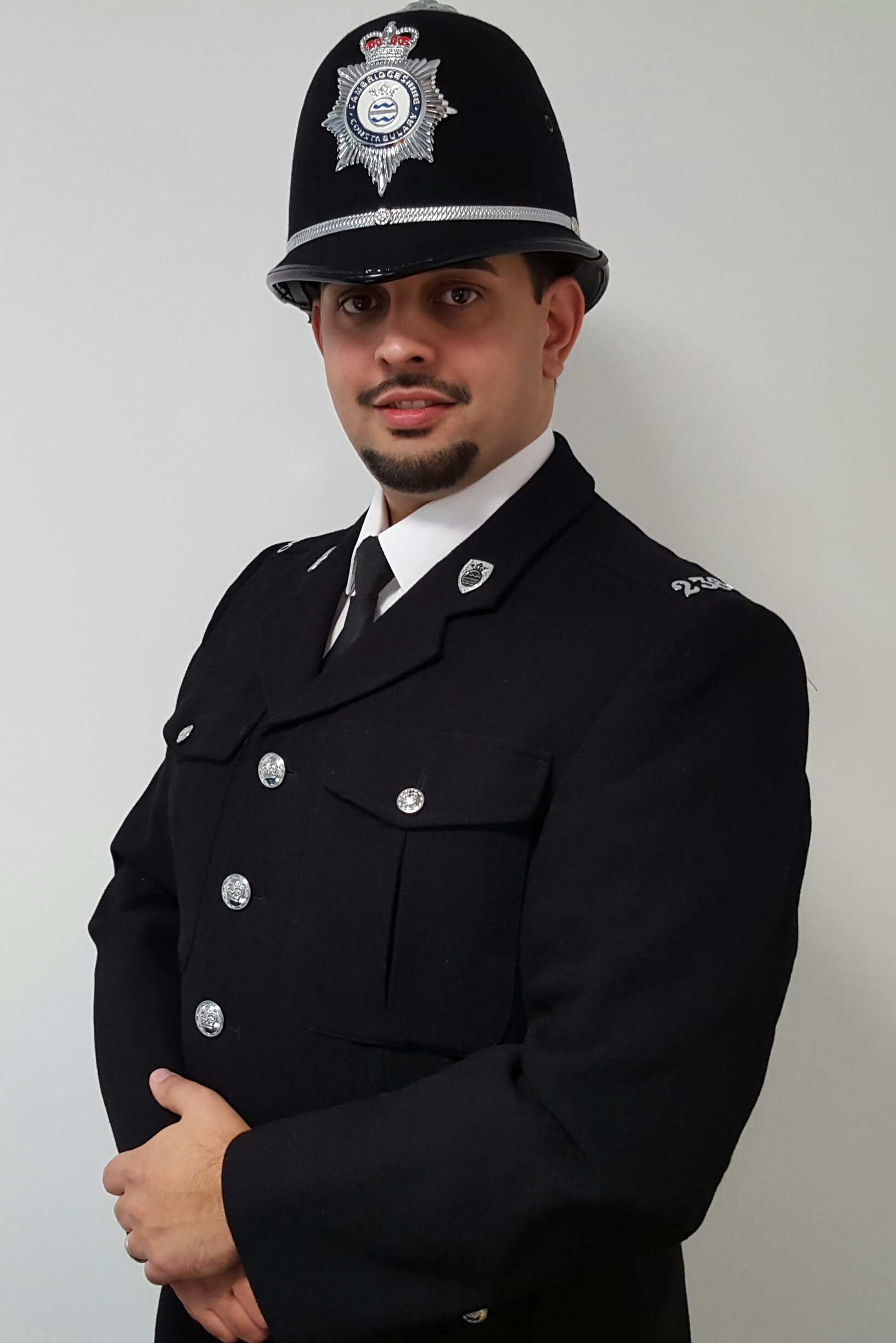
Petr Torák (2015)

V roce 2021 se Torák stal honorárním konzulem České republiky v Peterborough a začal poskytovat konzulární služby českým krajanům.